# Ворошилов, Капитон Яковлевич
Капитон Яковлевич Ворошилов (1912—1984) — бригадир проходчиков шахты «Зиминка» комбината «Кузбассуголь», Герой Социалистического Труда.

## Биография
Родился в 1912 году в селе Яново ныне Заринского района Алтайского края в крестьянской семье. Русский.
Трудовую деятельность начал в 1929 году. Уехал в Кузбасс, поступил молотобойцем в кузницу артели по производству гужевого транспорта. Телеги направлялись на рудники. В январе 1930 года поступил работать на шахту № 5-6 (позднее шахта им. Ворошилова) проходчиком. Работал вместе с Иваном Тузовским. В 1929 году вступил в ВКП(б)/КПСС.
С 1935 года работал на шахте «Зиминка», стал бригадиром проходческой бригады. Ещё в довоенные годы был известен как мастер скоростного прохождения выработок. В военные и первые послевоенные годы бригада Ворошилова в 3-4 раза превышала средние темпы прохождения штреков по Кузнецкому угольному бассейну. Проходчики добились прохождения штреков 100—120 м в месяц. В 1948 году годовой план прохождения выработок бригада выполнила досрочно — к 25 июля.
В основе успеха бригады лежала правильная организация труда, технически грамотное ведение буровых и взрывных работ, хорошее проветривание забоев, умелое использование новой техники и личный пример бригадира. В 1946 году он выполнил свой личный план на 137 %, в 1947 году — на 152 %, в 1948 году — 170 %.
Указом Президиума Верховного Совета СССР от 28 августа 1948 года за выдающиеся успехи в деле увеличения добычи угля, восстановления и строительства угольных шахт и внедрение передовых методов работы, обеспечивающих значительный рост производительности труда Ворошилову Капитону Яковлевичу присвоено звание Героя Социалистического Труда с вручением ордена Ленина и золотой медали «Серп и Молот».
Работа на шахте многие годы. Подготовил десятки молодых специалистов, проходчиков. Жил в городе Прокопьевск. Скончался в 1984 году.

## Награды
Награждён золотой медалью «Серп и Молот» и присвоено звание Героя Социалистического Труда (1948), двумя орденами Ленина (1948, 1953), двумя орденами Трудового Красного Знамени (1948, 1957), медалями, в том числе двумя медалями «За трудовое отличие» (1939, 1946), знаками «Шахтерская слава» трёх степеней. Почётный гражданин города Прокопьевска (1967).